# Мордвянников, Михаил Степанович
Михаил Степанович Мордвянников (1925—1977) — советский сапёр, отличившийся в Великой Отечественной войне, Герой Советского Союза (19.04.1945). Полковник (21.03.1972).

## Биография
Родился 25 ноября 1925 года на хуторе Верхний Хомутец ныне Веселовского района Ростовской области в семье крестьянина. Русский. Окончил школу-семилетку в 1941 году.
В начале Великой Отечественной войны, с июля 1942 года по январь 1943 года пережил немецкую оккупацию в родном хуторе.
После освобождения Верхнего Хомутца был призван в Красную Армию в феврале 1943 года. Был направлен в отдельный армейский запасной полк Южного фронта (Ростов-на-Дону). В действующей армии с конца марта 1943 года, когда был зачислен в 175-й отдельный сапёрный батальон 126-й стрелковой дивизии. В составе этого батальона прошёл всю войну, сначала рядовым, а в марте 1944 года стал командиром сапёрного отделения. Участвовал в Миусской, Донбасской, Мелитопольской, Крымской, Белорусской, Восточно-Прусской наступательных операциях. 
Член ВКП(б) с 1944 года. Был ранен.
Командир отделения 175-го отдельного сапёрного батальона (126-я стрелковая дивизия, 43-я армия, 3-й Белорусский фронт) старший сержант М. С. 
Мордвянников совершил выдающийся подвиг при штурме города Кёнигсберг (ныне Калининград). 9 апреля 1945 года подполз к дому, превращенному противником в крепость, заложил взрывчатку и взорвал его, что обеспечило успех наступления.
Указом Президиума Верховного Совета СССР от 19 апреля 1945 года старшему сержанту Мордвянникову Михаилу Степановичу присвоено звание Героя Советского Союза с вручением ордена Ленина и медали «Золотая Звезда» (№ 8672)http://podvignaroda.ru/?#id=150021841&tab=navDetailDocument.
За 5 дней до издания этого Указа, 14 апреля, М. С. Мордвянников был вторично тяжело ранен в бою на Земландском полуострове, до середины июня 1945 года лежал в госпитале.
После войны продолжил службу в Советской Армии. После выздоровления направлен командиром отделения в 38-ю инженерную бригаду Северо-Кавказского военного округа, в декабре переведён в 9-ю инженерную бригаду Тбилисского военного округа, в январе 1946 года — в 700-й сапёрный батальон 19-го стрелкового корпуса этого округа. В апреле 1946 года его направили учиться. 
В 1949 году окончил Ленинградское военно-топографическое училище. После его окончания назначен топографом 4-го топографического отряда Забайкальского военного округа, в составе которого выполнял задание по производству военно-топографической съёмки территории Монгольской Народной Республики. С сентября 1951 по 1954 год командовал взводом курсантов Ленинградского военно-топографического училища. Затем его направили в академию.
В 1959 году окончил Военно-инженерную академию имени В. В. Куйбышева. С сентября 1959 года служил начальником отделения 40-го топографического отряда в Северном и Ленинградском военных округах (Мурманск), с марта 1962 года был начальником штаба 47-го учебного топографического отряда Московского военного округа (Звенигород). Оттуда был направлен в секретную командировку в июле 1962 года, как оказалось — на Кубу. Во время Карибского кризиса являлся командиром 22-й (затем 45-й) походной части топогеодезического обеспечения Группы советских войск на Кубе. В апреле 1964 года был переведён в штаб Группы советских войск на Кубе. Вернулся из командировки только в августе 1965 года.
В ноябре 1965 года был назначен в Военно-топографическое управление Генерального штаба Вооружённых Сил СССР: офицер 2-го отдела, с декабря 1967 — старший офицер ряда отделов, с апреля 1974 — начальник геодезической группы, с октября 1976 — заместитель начальника отдела обработки информации космических топогеодезических комплексов (9-й отдел). 

Могила Мордвянникова на Кунцевском кладбище Москвы.

Жил в Москве. Умер 23 марта 1977 года. Похоронен на Кунцевском кладбище (участок № 9-3).

## Память
- Могила Мордвянникова на Кунцевском кладбище является объектом культурного наследия.
- Мемориальная доска в память о М. С. Мордвянникове установлена Российским военно-историческим обществом на здании Веселовской средней школы № 2, где он учился.

## Награды и звания
- Медаль «Золотая Звезда» Героя Советского Союза ((19.04.1945) ).[7]
- Орден Ленина ((19.04.1945) ).[7]

- Орден Красной Звезды (4.05.1944)[8]
- Орден Славы 2 степени (7.05.1945)[9]
- Орден Славы 3 степени (26.10.1944)[10]
- Орден «За службу Родине в Вооружённых Силах СССР» 3-й степени (30.04.1975)
- медали, в том числе:

- Медаль «За боевые заслуги»

- «В ознаменование 100-летия со дня рождения Владимира Ильича Ленина» (6 апреля 1970)
- «За победу над Германией в Великой Отечественной войне 1941—1945 гг.» (9.5.1945)
- Медаль «За взятие Кёнигсберга»
- «20 лет Победы в Великой Отечественной войне 1941—1945 гг.» (7 мая 1965[11])
- «30 лет Победы в Великой Отечественной войне 1941—1945 гг.»[12]
- «Ветеран труда»
- «30 лет Советской Армии и Флота»[13]
- «40 лет Вооружённых Сил СССР»[14]
- «50 лет Вооружённых Сил СССР» (26 декабря 1967[15])

- Медали «За безупречную службу» 1, 2, 3-й степеней
- Знак «25 лет победы в Великой Отечественной войне» (1970)